# العلاقات البوتانية الفرنسية
العلاقات البوتانية الفرنسية هي العلاقات الثنائية التي تجمع بين بوتان وفرنسا.

## مقارنة بين البلدين
هذه مقارنة عامة ومرجعية للدولتين:
| وجه المقارنة                                              | بوتان          | فرنسا                                                    |
| --------------------------------------------------------- | -------------- | -------------------------------------------------------- |
| المساحة (كم2)                                             | 38.39 ألف      | 643.80 ألف                                               |
| عدد السكان (نسمة)                                         | 807.61 ألف     | 67.12 مليون                                              |
| الكثافة السكانية (ن./كم²)                                 | 21.04          | 104.26                                                   |
| العاصمة                                                   | تيمفو          | باريس                                                    |
| اللغة الرسمية                                             | لغة دزونكا     | لغة فرنسية                                               |
| العملة                                                    | نغولترم بوتاني | يورو، فرنك س ف ب، فرنك فرنسي، Livre tournois ‏            |
| الناتج المحلي الإجمالي (بليون دولار)                      | 2.51 مليار     | 2.58 تريليون                                             |
| الناتج المحلي الإجمالي (تعادل القوة الشرائية) بليون دولار | 6.49 مليار     | 2.87 تريليون                                             |
| الناتج المحلي الإجمالي الاسمي للفرد دولار أمريكي          | 2.66 ألف       | 36.20 ألف                                                |
| الناتج المحلي الإجمالي للفرد دولار أمريكي                 | 7.82 ألف       | 39.33 ألف                                                |
| مؤشر التنمية البشرية                                      | 0.605          | 0.888                                                    |
| رمز المكالمات الدولي                                      | +975           | +33                                                      |
| رمز الإنترنت                                              | .bt            | .fr، .bzh ‏، .tf، .re، .wf، .yt، .pm، .paris              |
| المنطقة الزمنية                                           | ت ع م+06:00    | أوروبا/باريس ‏، توقيت وسط أوروبا، توقيت وسط أوروبا الصيفي |

## منظمات دولية مشتركة
يشترك البلدان في عضوية مجموعة من المنظمات الدولية، منها:
| علم المنظمة | اسم المنظمة                        | تاريخ انضمام بوتان | تاريخ انضمام فرنسا |
| ----------- | ---------------------------------- | ------------------ | ------------------ |
|             | بنك التنمية الآسيوي                | 1982               | 1970               |
|             | مؤسسة التنمية الدولية              | 28 سبتمبر 1981     | 30 ديسمبر 1960     |
|             | يونسكو                             | 13 أبريل 1982      | 4 نوفمبر 1946      |
|             | وكالة ضمان الاستثمار متعدد الأطراف | 21 أكتوبر 2014     | 28 ديسمبر 1989     |
|             | الأمم المتحدة                      | 21 سبتمبر 1971     | 24 أكتوبر 1945     |
|             | الاتحاد البريدي العالمي            | ?                  | ?                  |
|             | البنك الدولي للإنشاء والتعمير      | 28 سبتمبر 1981     | 27 ديسمبر 1945     |
|             | الاتحاد الدولي للاتصالات           | 15 سبتمبر 1988     | 1866               |
|             | منظمة حظر الأسلحة الكيميائية       | ?                  | ?                  |
|             | مؤسسة التمويل الدولية              | 1 ديسمبر 2003      | 20 يوليو 1956      |
|             | منظمة الشرطة الجنائية الدولية      | ?                  | ?                  |

## وصلات خارجية
- موقع وزارة الخارجية البوتانية
- موقع وزارة الخارجية الفرنسية